# Bomsdorf (Möckern)

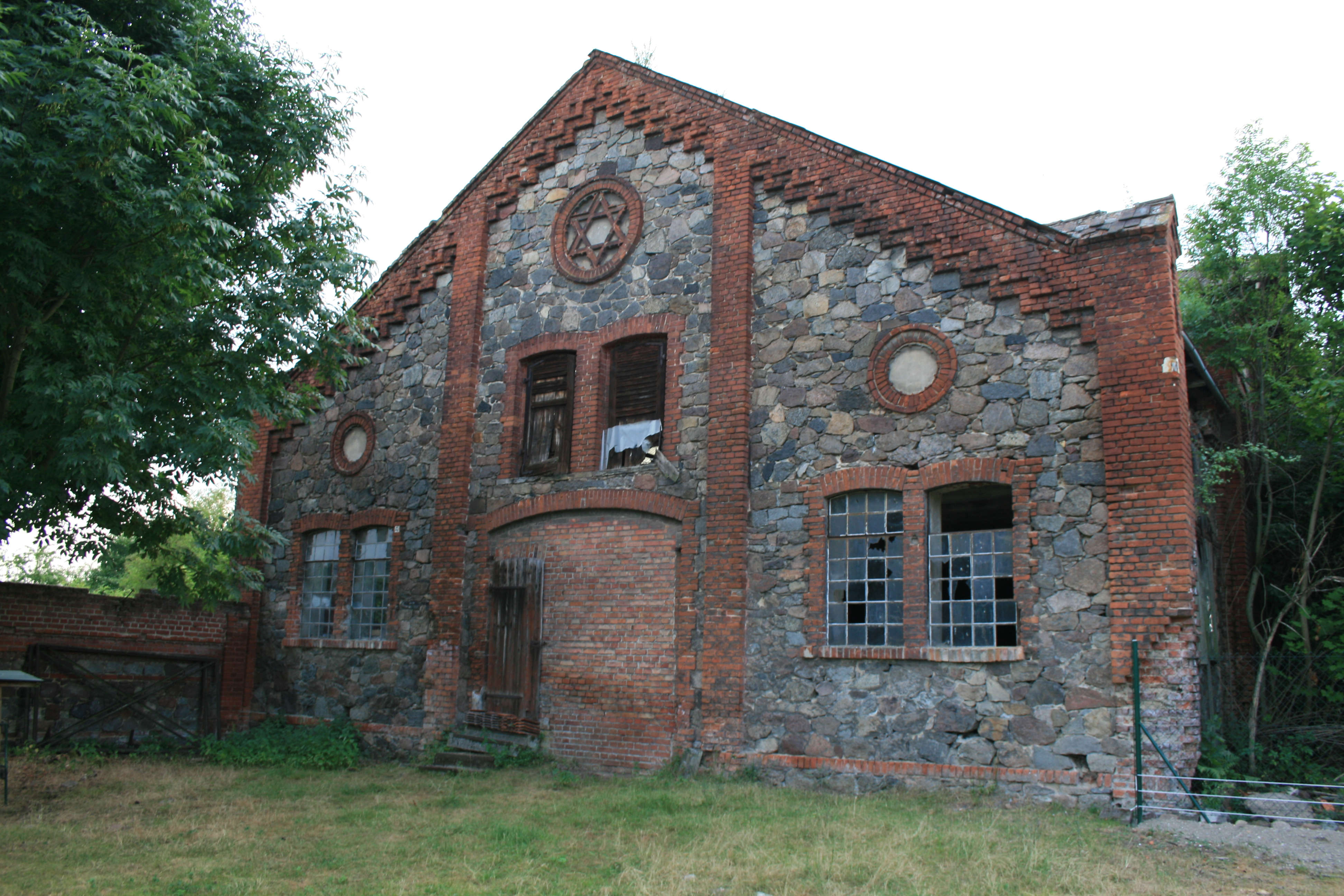
Ostgiebel der Feldsteinscheune vom ehemaligen Rittergut Bomsdorf

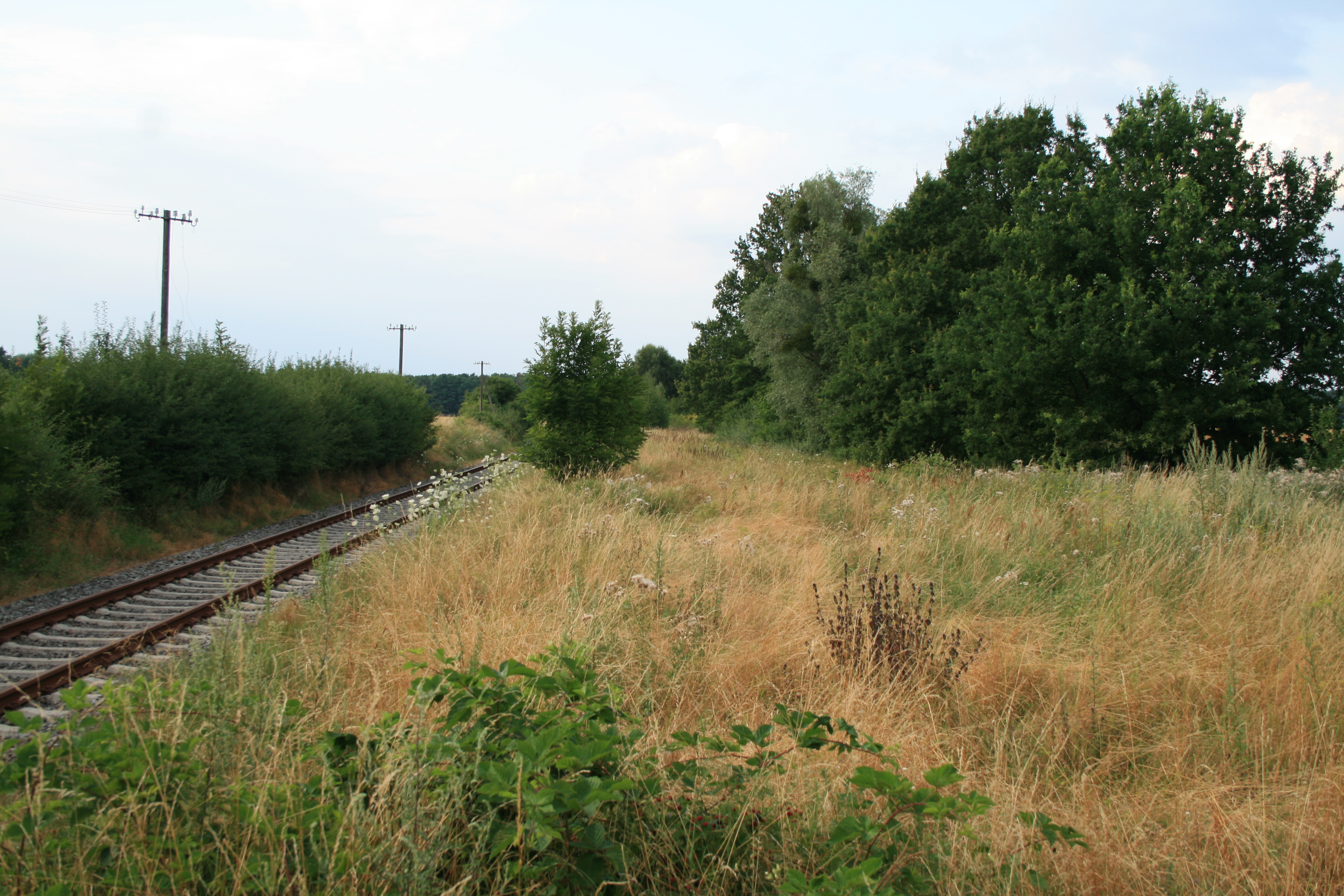
Ehemaliger Bahnhof Bomsdorf

Bomsdorf ist ein Ortsteil von Möckern im Landkreis Jerichower Land in Sachsen-Anhalt.

## Geografie
Das Dorf liegt drei Kilometer nordöstlich von Loburg, am Ostrand des am 5. August 2003 per Verordnung vom ehemaligen Landkreis Anhalt-Zerbst eingerichteten und rund 2449 Hektar großen Landschaftsschutzgebietes Loburger Vorfläming. Die umgebende Landschaft ist eine überwiegend durch eiszeitliche Grundmoränen geprägte ländliche Kulturlandschaft. Die Gemarkung des Ortes gehört zur westlichen Fläminghochfläche, einer Heide- bzw. magerrasenreichen Waldlandschaft des norddeutschen Tieflandes. Das Gelände erreicht hier Höhen von um die 80 Meter.
Bomsdorf besteht heute aus zwei Teilen. Der südliche Anteil der Bebauung beinhaltet die Gebäude des ehemaligen Rittergutes, bestehend aus einem Herrenhaus mit Park, diversen Scheunen, Stallungen und weiteren Wohnhäusern. Die historischen Elemente bildeten ehemals einen recht großen Vierseithof. Nach dem Zweiten Weltkriege wurde nördlich davon, durch den Bau von mehreren Wohnhäusern, ein neuer Dorfteil in Form eines Straßendorfes geschaffen.
Einige Teile des ehemaligen Rittergutes sind nur noch als Wüstung oder in Fragmenten erhalten. Außerhalb des Hofes gehörten u. a. zwei Feldscheunen, ein Friedhof, eine Schnitter-Unterkunft und das rund einen Kilometer nördlich gelegene Vorwerk Heidesegen mit einer nahegelegenen Ziegelei dazu. Diese sind aber heute ohne Ortskenntnisse kaum zu finden.

## Geschichte
Die erste Erwähnung des Ortes findet sich 1311 in einer Urkunde, in der das Ministerialgeschlecht de Bomestorp offenbar nach seinem Besitzdorfe genannt wird. Zu dieser Zeit gehörte die Gemarkung zum 1. Distrikt im Jerichowschen Kreis des Erzstiftes Magdeburg. Noch 1568 als das wüste Dorf Bomsdorf bezeichnet, wurde es am 1. Dezember 1646 per Lehnbrief wiederum Teil der Güter derer von Barby. Allerdings verkaufte Levin von Barby am 27. November 1672 das mittlerweile als Meierei wiedererstande Dorf erneut. Der Ort wurde 1680 Bestandteil vom brandenburg-preußischen Herzogtum Magdeburg und 1701 vom Königreich Preußen.
In einer Beschreibung aus dem Jahre 1785 wird der Ort als ein Vorwerk bezeichnet und die Einwohnerzahl mit 29 angegeben. Als Einwohnerentwicklung der letzten zehn Jahre wurden elf Geburten und sieben Todesfälle verzeichnet. Es sollen sechs Feuerstellen, 727 Morgen Ackerland, 35 Morgen Wiese, vier Morgen Gärten und drei kleine Teiche dazu gehört haben. Die Einwohner waren nach Loburg eingepfarrt, die Obergerichte hatte das Königliche Amt Loburg, die Untergerichte der Eigentümer des Vorwerks, dessen Name mit Pape angegeben wird. Um das Jahr 1800 entstand aus der Meierei oder dem Vorwerk das selbständige Rittergut Bomsdorf, einschließlich zweier Wohnhäuser und einer Ziegelei.
Vor 1807 noch zum Herzogtum Magdeburg gehörend, kam der Ort während der westphälischen Zwischenherrschaft in Magdeburg zur Kurmark und nach Ende der Befreiungskriege zum Landkreis Jerichow I des Regierungsbezirkes Magdeburg in der preußischen Provinz Sachsen. Das landtagsfähige Rittergut wurde im Jahre 1818 mit 33 und im Jahre 1842 mit 40 Einwohnern angegeben. Nach einer Zählung vom Dezember 1861 gab es hier acht Feuerstellen und 49 Bewohner, eingepfarrt zum evangelischen Kirchspiel Loburg, welches zum gleichnamigen Superintendentur-Bezirk und Post-Bestell-Bezirk gehörte. Das zuständige Zweiggericht war ebenfalls dort, das Hauptgericht der I. Instanz in Burg und das Appellgericht in Magdeburg. Das damals vorgeschriebene Militär-Verhältnis ordnete die Einwohner der 5. Compagnie des 2. Bataillons vom Regiment Nr. 26 der I. Magdeburger Landwehr zu. Am 1. Dezember 1910 hatte der Gutsbezirk insgesamt 84 Einwohner, vermutlich einer der höchsten Werte überhaupt. Am 30. September 1928 wurde der Gutsbezirk Bomsdorf mit der Stadt Loburg vereinigt. Damit war das Dorf bis zur Eingemeindung am 1. Januar 2009 ein Ortsteil der Stadt Loburg. Heute ist Bomsdorf ein Ortsteil der Einheitsgemeinde Stadt Möckern.

## Verkehr
Bomsdorf liegt an der Bahnstrecke Biederitz–Altengrabow und verfügt hier über einen recht unscheinbaren Haltepunkt. Dieser wird nur noch sehr selten im Rahmen eines zeitweiligen Museumsverkehrs zum Halten genutzt.

## Persönlichkeiten
- Andreas Truckenbrodt (1852–1910), Amtsrat und Unternehmer, war 1872 als Inspektor auf dem Rittergut Bomsdorf tätig[12]
- Fritz Saacke (1926–2017), Politiker (CDU) und Abgeordneter des Niedersächsischen Landtags wurde hier geboren